# تشارلي مونرو
تشارلي مونرو (بالإنجليزية: Charlie Monroe)‏ هو موسيقي أمريكي، ولد في 4 يوليو 1903 في Rosine, Kentucky ‏ في الولايات المتحدة، وتوفي في 27 سبتمبر 1975 في كارولاينا الشمالية في الولايات المتحدة.

## وصلات خارجية
- تشارلي مونرو على موقع IMDb (الإنجليزية)
- تشارلي مونرو على موقع الموسوعة البريطانية (الإنجليزية)
- تشارلي مونرو على موقع ميوزك برينز (الإنجليزية)
- تشارلي مونرو على موقع ديسكوغز (الإنجليزية)